# Raška (régió)

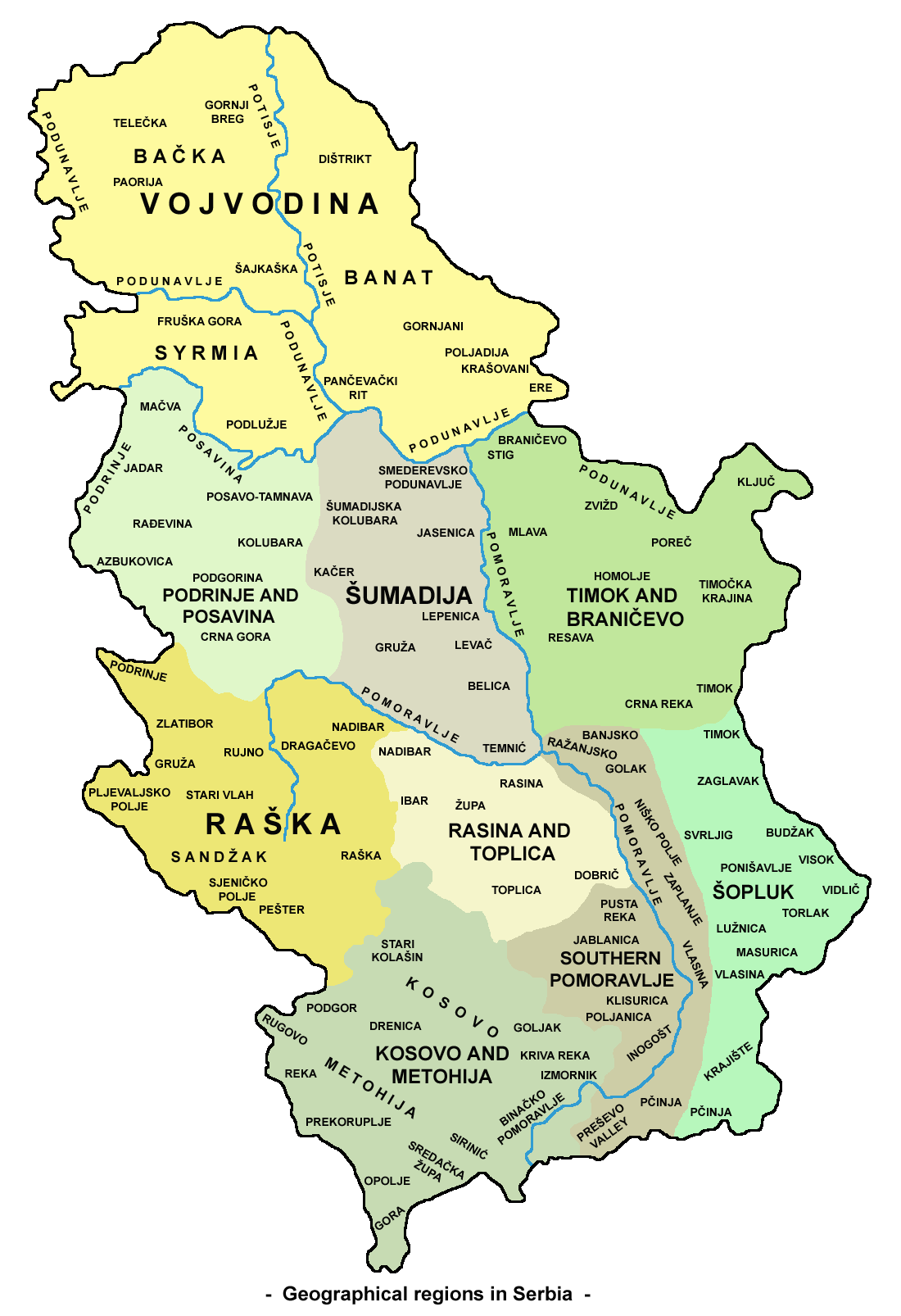

Raška (szerbül: Рашка) egy történeti régió Délnyugat-Szerbiában, amely keleten az Ibar és Lim folyóktól, déltől  Koszovó és Metókia felől terül el Hercegovina és Montenegró határáig. Északon Zlatibor, Raška és Moravica járások tartoznak Raška régióhoz, déli része mára legnagyobb részt Montenegró északi részének felel meg valamint kisebb részben Észak-Albániának. 

## Nevének eredete
Több elmélet létezik a név eredetéről:
- az egyik szerint a régió neve Ras város nevéből ered, amely így egy elszlávosodott római névnek felelne meg.
- Egy másik abból indul ki, hogy a szó a szerb megnevezése a népvándorlás előtt elfoglalt területnek illetve törzsfőnöknek, akinek a vezetésével a területet elfoglalták és aztán arról elnevezték. Kelet-német, cseh és lengyel területeken valamelyest más formában, de szintén létezik, például Rudolf Raschka, Jiří Raška, Rašov (CZ), Rašoviceill (CZ), Raška Gratica (BG). A Raschka ill. Raška valószínűleg a Rastko, Radslav, Radoslav, Raslav és Rastislav nevekkel rokonítható.

- Ezenkívül létezik még olyan elmélet is, miszerint a rácok neve ugyanúgy mint az oroszoké a roxolánok önelnevezéséből eredtetne, erre utalna néhány településnév etimológiája pl. a szlovák Rakša Szlovákiában vagy Racșa Romániában.

## Története
A mai Lengyelország területéről elvándorolt szerbek délkelet-európai szállásterületén az idők során kialakult egy viszonylag független állam, amelynek uralkodója a 9. század közepén élt Vlastimir, a Vlastimirić uralkodóház megalapítója. VII. Kónsztantinosz bizánci császár a 10. században írt művében De Administrando Imperio Raskáról mint a szerbek balkáni szállásterületéről számol be. A 11. század végére a terület Konstantin Bodin hatalmába került, aki a terület irányítására Vukan ispánt (zupan) nevezte ki, aki a Nemanja dinasztia alapítója lett. Rácország 1217-ben Stefan Nemanja politikájának köszönhetően királyság lett. 1219-ben rasi püspökség, amely addig az ohridi érsekséghez tartozott, a  peći érsekség része lett és így gyakorlatilag önállósult és vált autokefál szerb-ortodox egyházzá, ezt Konstantinápoly azonban csak 1879-ben ismerte el. Raška a 15. század közepén oszmán uralom alá került, és vált a török uralom idején a Novi Pazari szandzsákság egyik központjává.